# Heraclea Cacabària
Heracleia Cacabaria (en llatí: Heracleia Caccabaria, grec antic: Ηράκλεια Κακκαβαρία) era una ciutat d'origen grec, a la Gàl·lia Narbonesa.
Plini el Vell ha conservat la tradició d'una ciutat anomenada Heraclea situada a la boca del Roine, però no en diu res més. Esteve de Bizanci cita una ciutat de nom Heraclea que situa a la Gàl·lia Cèltica. Se suposa dependència de Massília. De fet, l'Itinerarium marítim, en la descripció de la ruta procedent de l'oest, de Forum Iulii, situa la Sambracitanus Plagia a uns 40 km de Forum Iulii, i Heraclea Cacabaria a uns 25 km del sinus Sambracitanus. D'Anville pensa que es correspon a Sant Tropetz, però això no coincideix amb les distàncies dels itineraris. Walckenaer la situa a la Punta Cavalaira.